# Ното (провинция)

Карта Японии в 1868 году; провинция Ното выделена красным

Провинция Ното (яп. 能登国 Ното но куни) — историческая провинция Японии на полуострове Ното в регионе Хокурикудо, в центральной части западного побережья острова Хонсю. Образована в 718 году из северных областей провинции Этидзэн. На юге граничила с провинциями Кага и Эттю. Административный центр провинции — город Нанао. В современной Японии, Ното соответствует северной части префектуры Исикава.
Во время периода Сэнгоку в Ното правил род Маэда.